# Holochilus chacarius
Holochilus chacarius es una especie de roedor de la familia Cricetidae.

## Distribución geográfica
Se encuentra en Argentina y Paraguay. 